# Монтемађо (Ђенова)
Монтемађо је насеље у Италији у округу Ђенова, региону Лигурија.
Према процени из 2011. у насељу је живело 32 становника. Насеље се налази на надморској висини од 679 м.